# Jacques-Hugues Péan de Livaudière
Jacques-Hugues Péan de Livaudière, connu également avec les prénoms Yves-Jacques Péan de Livaudière,né le 23 décembre 1681 à Paris et mort le 25 janvier 1747 à Québec en Nouvelle-France, est un officier et commandant des troupes de la Marine ainsi que chevalier de l'Ordre de Saint-Louis.

## Biographie
Jacques-Hugues Péan de Livaudière était le fils aîné de Jean-Pierre Péan de Livaudière et de Marie-Anne de Corboyneau.
En 1698, Jacques-Hugues Péan entra dans les troupes de la Marine de la Nouvelle-France comme cadet. En 1710, il devient enseigne.
En 1714, il rejoignit les troupes de la Marine stationnées sur l’île Royale et l'île du Cap-Breton en Acadie. Il est promu lieutenant en 1717.
En 1721, il est nommé commandant du fort Frontenac, et succède à Pierre-Jacques Payen de Noyan. Il assumera ce commandement jusqu'en 1725.
Le 25 juin 1722, il épousa à Montréal, Marie-Françoise Pécaudy de Contrecoeur, la fille du commandant François-Antoine Pécaudy de Contrecœur et de Jeanne de Saint-Ours. Ils auront deux enfants, Michel-Jean-Hugues Péan seigneur de Livaudière et René-Pierre Péan de Livaudière.
En 1727, il prend le commandement du fort Chambly jusqu'en 1729. Son beau-père, François-Antoine Pécaudy de Contrecœur lui succède.
En 1733, Jacques-Hugues Péan de Livaudière est nommé commandant du fort Pontchartrain du Détroit, mais nommé major de la ville de Québec la même année, il ne rejoint son poste au fort Détroit qu'en 1735 jusqu'en 1737. Il assumera la fonction de major de Québec jusqu'en 1744.
Il fut copropriétaire avec sa femme de plusieurs seigneuries en Nouvelle-France, celle de Saint-Joseph ou de Lespinay, celle de Saint-Michel, celle de la Durantaye et celle de la Livaudière.
Le 4 avril 1730, il fut nommé chevalier de l'Ordre de Saint-Louis.
Jacques-Hugues Péan de Livaudière meurt le 25 janvier 1747 à Québec.